# Carpocoris mediterraneus
Espèce
Le pentatome méridional (Carpocoris mediterraneus) est une espèce d'insectes hétéroptères (une punaise) de la famille des Pentatomidae. C'est un synonyme de Carpocoris fuscispinus Boheman, 1850

## Première publication
- (it) L. Tamanini, Due nuovi Carpocoris della sottoregione mediterranea (Heteroptera, Pentatomidae), Annali del Museo Civico di Storia Naturale di Genova 70:165-172. (1958)